# 阿迪格斯克
阿迪格斯克是俄罗斯阿迪格共和国的一个镇，距离首府迈科普100公里，人口12,209人（2002年）。
阿迪格斯克因修建克拉斯诺达尔水库于1969年建立，原名阿迪格斯基，1976年设镇并更名为捷乌切日斯克，1992年改为现名。